# Pyrám

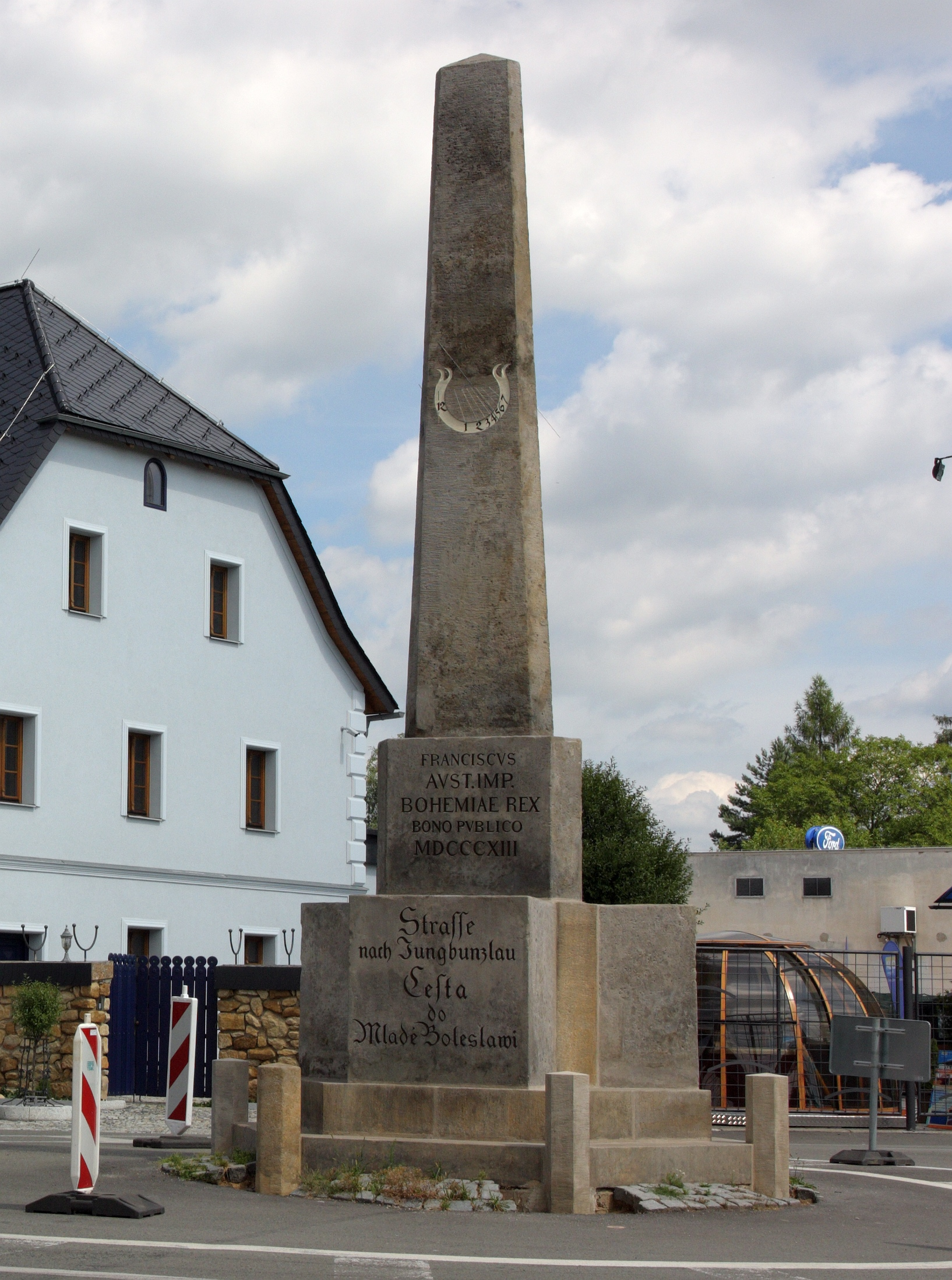
Ohrazenický pyrám

Pyrám je zastaralý nářeční výraz pro kamenný rozcestník jehlanovitého tvaru (vzhledově připomínající obelisk), obvykle budovaný na křižovatkách císařských silnic. Takto nazývané rozcestníky jsou dochované zejména v severovýchodních Čechách. Nejvyšší pyrám v českých zemích se nachází v Ohrazenicích u Turnova, byl postaven v červnu 1813 a má výšku 8,44 m. Ještě vyšší je jedenáctimetrový Clam-Martinicův obelisk, pro svůj tvar někdy také nazývaný pyrámem, ačkoliv se v tomto případě nejedná o rozcestník u silnice, nýbrž o památník, postavený na počest hraběte Karla Jana Nepomuka Clam-Martinice.

## Některé pyrámy v České republice
zachované i zbořené
- Pyrám v Horním Bousově
- Pyrám v Hradci Králové
- Pyrám v Chotělicích
- Pyrám ve Ktové
- Pyrám v Ohrazenicích
- Pyrám v Sedmihorkách
- Pyrám v Úlibicích
- Pyrám ve Vojicích
- Pyrám v Lokotu (ve vesnici Lokot)